# Ґодзілла проти Кінг Гідори
«Ґодзілла проти Кінг Гідори» (яп. ゴジラvsキングギドラ) — фантастичний японський кайдзю-фільм режисера Кадзукі Оморі, вісімнадцятий про гігантського динозавра Ґодзіллу. Прем'єра фільму в Японії відбулася 14 грудня 1991 року. Цей фільм виділяється серед інших фільмів у франшизі тим, що в ньому розкривається походження Ґодзілли, та з'ясовується причина, чому і як він став таким чудовиськом. Крім того, це перший фільм епохи Хейсей (1984—1998), в якому з'являється Кінг Гідора — могутній триголовий дракон, один з найвідоміших ворогів Ґодзілли (до цього він останнього разу з'являвся у фільмі «Ґодзілла проти Ґайґана»).
Фільм мав неймовірний успіх, особливо в порівнянні з трьома досить слабкими попередніми, і до цього часу визнається одним з найбільш вдалих в усій франшизі про Ґодзіллу. У 1992 році фільм отримав Премію Японської академії в номінації за кращі спецефекти.

## Сюжет
У 1992 році Кен'ітіро Терасава, автор фантастичних книг, зустрічає ветерана війни на ім'я Сідо, який стверджує, що під час Другої світової війни він зустрів динозавра на острові Лагос. Також ветеран розповідає, що цей динозавр допоміг японцям перемогти американців. Кен'ітіро вірить йому та вважає, що цей динозавр пізніше мутував та став Ґодзіллою. Кен'ітіро приходить до Сідо дізнатися більше про динозавра. Сідо спершу відмовляється розповідати йому про динозавра, але пізніше погоджується та показує знімок. Кен'ітіро показує знімок палеонтологу професору Мадзакі, але той сумнівається, що цей динозавр міг стати Ґодзіллою.
Тим часом над Токіо два рази з'являється НЛО. Незабаром НЛО з'являється ще раз і знижується біля підніжжя Фудзіями. Туди направляються військові підрозділи. З НЛО з'являються голограми американців Вілсона та Гренчіко та японки Еммі Кано. Прибульці розповідають, що вони перемістилися сюди з 2204 року на своїй машині часу, якою і є НЛО, з ціллю вбити Ґодзіллу. Якщо це не зробити, Ґодзілла знищить Японію. На нараду викликають Кен'ітіро і Мадзакі. Еммі Кано показує Кен'ітіро його книгу про Ґодзіллу, привезену з майбутнього. На даний момент Кен'ітіро якраз плануває написати цю книгу. Люди з майбутнього розповідають, що теорія Кен'ітіро про походження Ґодзілла правильна, тому вони планують повернутися в минуле, і вбити динозавра з острова Лагос.
Прибульці беруть Кен'ітіро, Мадзакі та Мікі Саегусу собі за помічників та відправляються в минуле. В кораблі люди з майбутнього показують Кен'ітіро, Мадзакі та Мікі Саегусі свого робота М-11 та своїх генетично виведених домашніх тварин — Доратів. Корабель успішно прибуває в 1944 рік. Екіпаж корабля разом з Кен'ітіро, Мадзакі та Мікі Саегусою стають свідком того, як Ґодзіллазавр допомагає японським солдатам перемогти. Однак Ґодзіллазавра було поранено під час перестрілки. Сіндо з минулого разом з іншими солдатами віддають честь Ґодзіллазавру та повертаються на свою базу. М-11 телепортує Ґодзіллазавра в Берингове море. Прибульці непомітно залишають Доратів на острові. Всі вирушають назад у 1992 рік.
Прибувши у 1992 рік Вілсон заявляє, що тепер Японії загрожує Кінг Гідора. Однак хоч Ґодзілла і перестав існувати, всі все одно про нього пам'ятають.
Незабаром до Японії прилітає Кінг Гідора. Люди з майбутнього наказують йому зруйнувати Хоккайдо. Виявляється, прибульці спеціально залишили Доратів на острові. Під час вибуху атомної бомби ті зрослися і мутували в гігантського триголового дракона. Еммі обурена поступком Вілсона і Гренчка. Вона розповідає все Кен'ітіро. Виявляється, в майбутньому Японія стала одною з найбільш процвітаючих країн, а розповідь Вілсона про Ґодзіллу є брехнею. Вілсон і Гренчіко сказали, що вони повернуться в минуле і створять контрольованого монстра, щоб той знищив Ґодзіллу і допоміг японської нації стати ще успішнішою. Але Еммі не знала, що їх метою є знищення Японії, а не допомога країні.
Пізніше Мікі Саегуса приходить до Кен'ітіро і розповідає йому, що вона все одно телепатично відчуває присутність Ґодзілли. Тим часом в Беринговому морі тоне атомний підводний човен. Стає очевидно, що Ґодзілла все-таки з'явився на світ. Кен'ітіро та Еммі відправляються повідомити Сіндо про наближення Ґодзілли, але М-11 ловить їх і приводить до Вілсона і Гренчіко. Еммі нічого їм не розповідає, але вони все одно розуміють, що японська влада намагається повернути Ґодзіллу.
Японські військові запускають ракети з ядерними боєголовками по тому місцю, куди був телепортований Ґодзіллазавр. Пізніше на одну із субмарин знову нападає Ґодзілла, після чого стає зрозуміло, що він точно живий. Виявляється, що новий Ґодзілла є вдвічі більшим за попереднього. Кінг Гідора прилітає до Ґодзілли і починається битва.
Еммі, Кен'ітіро та перероблений М-11 підривають корабель людей з майбутнього, після чого американці втрачають контроль над Гідорою. На кораблі включається аварійна система. Через 15 хвилин корабель автоматично переміститься в майбутнє. Тим часом Ґодзілла відриває середню голову ослабленому Гідорі. Еммі, Кен'ітіро та М-11 сідають в шатл та переміщують головний корабель до Ґодзілли, де той підриває його.
Ґодзілла нападає на Саппоро, після чого руйнує Токіо. Містер Сіндо бачить Ґодзіллу і відмовляється втікати, вірячи, що Ґодзілла не вб'є його, оскільки він допоміг йому в 1944 році. Ґодзілла наближається до хмарочоса і помічає Сіндо. Він декілька секунд дивитися на нього, після чого підриває хмарочос. Сіндо гине.
За допомогою шатла Еммі та М-11 відправляють в майбутнє. М-11 модифікує Гідору, який покоїться в морі, та надає йому металеві крила і механічну голову. Еммі, М-11 та Меха Кінг Гідора переміщаються в 1992 рік. Меха Кінг Гідора бореться з Ґодзіллою, після чого кидає його в море. Всі впевнені, що Ґодзілла та Меха Кінг Гідора загинули. Еммі та М-11 переміщаються назад в майбутнє, але перед вильотом вона розповідає Кен'ітіро, що вона є його далеким нащадком.
В кінці фільму видно, що Ґодзілла нерухомо лежить на морському дні, але раптово відкриває очі.

## Кайдзю
- Ґодзілла
- Кінг Гідора/Меха Кінг Гідора
- Ґодзіллазавр
- Дорати

## В ролях
- Косуке Тойохара — Кен'ітіро Терадзава
- Анна Накагава — Еммі Кано
- Мегумі Одака — Мікі Саегуса
- Кацухіко Сасакі — професор Мадзакі
- Акідзі Кобаясі — Юдзо Цутіасі
- Токума Нісіока — Такехіто Фудзіо
- Йосіо Цутія — Ясуакі Сіндо
- Чак Вілсон — Вілсон
- Річард Бергер — Гренчіко
- Роберт Скот Філд — андроїд М-11
- Кемпатіро Сацума — Ґодзілла

## Виробництво
Спочатку кінокомпанія Toho планувала зняти ремейк фільму «Кінг-Конг проти Ґодзілли», проте проект довелося скасувати через бюджетні обмеження. Пізніше продюсер Томоюкі Танака хотів створити нового монстра для фільму, але був ризик, що фільм не стане успішним, як сталося з фільмом «Ґодзілла проти Біолланте», і тому в якості ворога Ґодзілли був використаний Кінг Гідора — один з найпопулярніших кайдзю у фільмах епохи Сьова (1954-1975 роки).
У японському прокаті фільм зібрав $11 млн, набагато більше, ніж «Ґодзілла проти Біолланте». Завдяки такому успіху, компанія Toho продовжила знімати фільми про Ґодзіллу.

## В інших країнах
У США цей фільм був показаний відразу по телебаченню. У 1998 році фільм був випущений в США на DVD.

## Цікаві факти
- У США фільм отримував негативні відгуки від глядачів через те, що у фільмі американці показані як антагоністи. Фільм взагалі визнавався «анти-американським» через сцену у фільмі, в якій Ґодзіллазавр розправляється з американськими солдатами і при цьому захищає японських. Проте режисер Кадзукі Оморі заявив, що він аж ніяк не хотів образити почуття американських глядачів і те, що всі американці у фільмі показані антагоністами — натяк на економічне протиборство Японії і США на початку 1990-х, а не критична оцінка подій Другої світової війни.
- У 1997 році в штаті Нью-Мексико були виявлені викопні залишки динозавра довжиною близько 5 м. Йому дали назву ґодзіллазавр.
- В одній із сцен фільму Кен'ітіро читає газетну статтю про дивну тварину, схожу на плезіозавра, яку було виловлено біля берегів Нової Зеландії. В 1977 році облизу узбережжя Нової Зеландії дійсно був знайдений незвичайний морський організм, який прийняли за плезіозавра.
- Острів Лагос, на якому розгортається частина подій фільму, є вигадкою і не має нічого спільного з однойменним містом в Нігерії.
- Коли Ґодзіллазавра ранять, він видає рев, дуже схожий на рев Гамери.
- Це третій фільм, в якому актор Кемпатіро Сацума грав Ґодзіллу.